# Cieszonko (Miłoszewo)
Cieszonko – część wsi Miłoszewo w Polsce, położona w województwie pomorskim, w powiecie wejherowskim, w gminie Linia.
W latach 1975–1998 Cieszonko administracyjnie należało do województwa gdańskiego.